# Petrov
Petrov je priimek v Sloveniji in tujini. Po podatkih Statističnega urada Republike Slovenije je na dan 1. januarja 2010 v Slovenjiji uporabljalo ta priimek 133 oseb.  

## Znani slovenski nosilci priimka
- Marija Petrov Slodnjak (1933—1996), jezikoslovka slavistka, doc. in lektorica v Salzburgu
- Nataša Petrov (*1948), bibliotekarka, prevajalka
- Simon Petrov (*1976), košarkar
- Vladimir Petrov (1894—?), gradbenik, projektant cest (ruskega rodu)

## Znani tuji nosilci priimka
- Aleksander Dimitrijevič Petrov (1794—1867), ruski šahovski mojster
- Aleksej Zinovjevič Petrov (1910—1972), ukrajinski (sovjetski) fizik in matematik
- Andrej Pavlovič Petrov (1930—2006), ruski skladatelj
- Avakum Petrov (Avvakum Petrovič Kondratjev) (1620—1682), ruski protopop, protireformator in raziskovalec
- Đorče/Gjorče Petrov (1864—1921), makedonski profesor, politik in pisatelj
- Ivan Jefimovič Petrov (1896—1958), sovjetski general, uspešen poveljnik Rdeče armade med 2. svetovno vonjo
- Ivan Ivanovič Petrov (1920—2003), ruski operni pevec, basist
- Jevgenij Petrovič Petrov (pr.i. Jevgenij Petrovič Katajev) (1903—1942), ruski književnik
- Kuzma Sergejevič Petrov-Vodkin (1878—1939), ruski slikar
- Martin Petrov (*1979), bolgarski nogometaš
- Mihailo (S.) Petrov (1902—1983), srbski slikar in grafik, akademijski profesor
- Nikola Petrov/Petroff (1873—1925), bolgarski rokoborec
- Nikolaj Arnoldovič Petrov (*1943), ruski (sovj.) pianist
- Nikolaj Pavlovič Petrov (1836—1920), ruski inženir
- Oleg Viktorovič Petrov (*1971), ruski hokejist
- Stilian Petrov (*1979), bolgarski nogometaš
- Vasilij Vladimirovič Petrov (1761—1834), ruski fizik
- Vitalij Aleksandrovič Petrov (*1984), ruski dirkač
- Vladimir Mihajlovič Petrov (1896—1966), ruski (sovjetski) filmski režiser
- Vladimir Vladimirovič Petrov (*1947), ruski hokejist
- Valeri Petrov (pr.i. Valeri Nissim Mevorah) (1920—2014), bolgarski pisatelj, pesnik, scenarist, dramatik in prevajalec